# Sean Bean
Shaun Mark Bean (født 17. april 1959 i Sheffield, South Yorkshire i England) er en britisk film- og teaterskuespiller, kendt som Sean Bean. Bean er bl.a. kendt som Boromir i Ringenes Herre-filmen Eventyret om ringen, Eddard "Ned" Stark i tv-serien Game of Thrones og som skurk i James Bond-filmen GoldenEye.

## Karriere
Sean arbejdede i sin fars firma inden han bestemte sig for at blive skuespiller. Han blev optaget på Royal Academy of Dramatic Art (RADA) i Bloomsbury, London. RADA regnes for én af de fineste og ældste teaterskoler i verden. Efterfølgende var han med i en del forskellige teateropsætninger. Hans første succesfulde rolle var som Richard Sharpe i den britiske tv-serie Sharpe. 
I 1992 fik Sean Bean sin første rollen i en Hollywood-film. Her spillede han rollen som IRA-terroristen Sean Miller i filmen Patrioternes spil, overfor Harrison Ford. 
Der var dog ikke tale om et egentligt gennembrud. I de efterfølgende år spillede Sean med i en del forskellige tv-produktioner inden han i 1995 blev valgt til rollen som Alec Trevelyan i GoldenEye. Her spiller han James Bonds kollega, agent 006, som forråder MI6, og i stedet bliver skurk. Skurke-roller fik Sean Bean efterfølgende mange af, bl.a. i Ronin fra 1998 og i Michael Douglas-filmen Ikke Et Ord (Don’t say a Word) fra 2001.
De fleste kender bedst Sean Bean som Boromir i Ringenes Herre, og det selv om han kun er med i Eventyret om ringen, den første film i trilogien. Som Boromir er Sean egentlig på de godes side, som medlem af broderskabet, der skal hjælpe Frodo med at tilintetgøre den farlige ring. Men hans talent for at spille den utilregnelige skurk kommer også til udtryk her, da han bliver draget af ringens kræfter.
Efter Ringenes Herre har Sean Bean bl.a. spillet Odysseus i Troy (2004) og spillet overfor Nicolas Cage i National Treasure og overfor Jodie Foster i Flightplan.
Han fik prisen som bedste mandlige skuespiller for sin rolle som transvestitten Simon/Tracie i BBC's tv-serie Anklaget (Accused) ved "Royal Television Society's Programme Awards 2012".

## Udvalgt filmografi

### Film
- Patriot Games (1992) – Sean Miller
- Shopping (1994) – Venning
- GoldenEye (1995) – Alec Trevelyan / Janus
- When Saturday Comes (1996) – Jimmy Muir
- Anna Karenina (1997) – grev Alexej Kirillovich Vronski
- Airborne (1998) – Dave Toombs
- Ronin (1998) – Spence
- Essex Boys (2000) – Jason Locke
- Ringenes Herre - Eventyret om Ringen – The Lord of the Rings: The Fellowship of the Ring (2001) – Boromir
- Ikke et Ord – Don't Say a Word (2001) –  Patrick Koster
- Equilibrium (2002) – Errol Partridge
- Tom & Thomas (2002) – Paul Shepherd
- The Big Empty (2003) – Cowboy
- National Treasure (2004) – Ian Howe
- Troy (2004) – Odysseus
- North Country (2005) – Kyle
- Flightplan (2005) – Captain Marcus Rich
- The Island (2005) – Dr. Merrick
- The Dark (2005) – James
- Silent Hill (2006) – Chris Da Silva
- The Hitcher (2007) – John Ryder
- Outlaw (2007) – Danny Bryant
- Far North (2007) – Loki
- Ca$h (2010) – Pyke/Reese Kubic
- Death Race 2 (2010) – Markus Kane
- The Martian (2015) - Mitch Henderson

### Tv-serier
The Frankenstein Cronicles - John Marlott
- Game of Thrones (2011) – Eddard "Ned" Stark

Inspector Morse - Mr. Bailey
Sharpe's rifles - Richard Sharpe

## Computerspil
- The Elder Scrolls IV: Oblivion (2006) – Martin Septim
- Civilization VI (2016) – Fortæller

## Trivia
- Har et ar over sit øje, som han fik af Harrison Ford under en kampscene i Patrioternes spil.[kilde mangler]
- Gik til audition for rollen som James Bond i The Living Daylights.[kilde mangler]
- Er med i musikvideoen til Moby’s "We Are All Made of Stars".[kilde mangler]